# Jean-Claude Désir
Jean-Claude Désir (Port-au-Prince, 1946. augusztus 8. – ) haiti válogatott labdarúgó.

## Pályafutása

### Klubcsapatban
1968-ban az Észak-amerikai labdarúgó-bajnokságban (NASL) szereplő Detroit Cougars játékosa volt, ahol 11 mérkőzésen lépett pályára és 1 gólt szerzett. 1974-ben pedig az Aigle Noir csapatában játszott. 

### A válogatottban
A haiti válogatott tagjaként részt vett az 1974-es világbajnokságon, ahol pályára lépett az Argentína, a Lengyelország és az Olaszország elleni csoportmérkőzésen.
Tagja volt az 1973-as CONCACAF-bajnokságon győztes csapat keretének is, ahol Trinidad és Tobago, Honduras, Guatemala, és Mexikó ellen kezdőként kapott szerepet.

## Sikerei, díjai
Haiti
- CONCACAF-bajnokság győztes (1): 1973